# رماليات

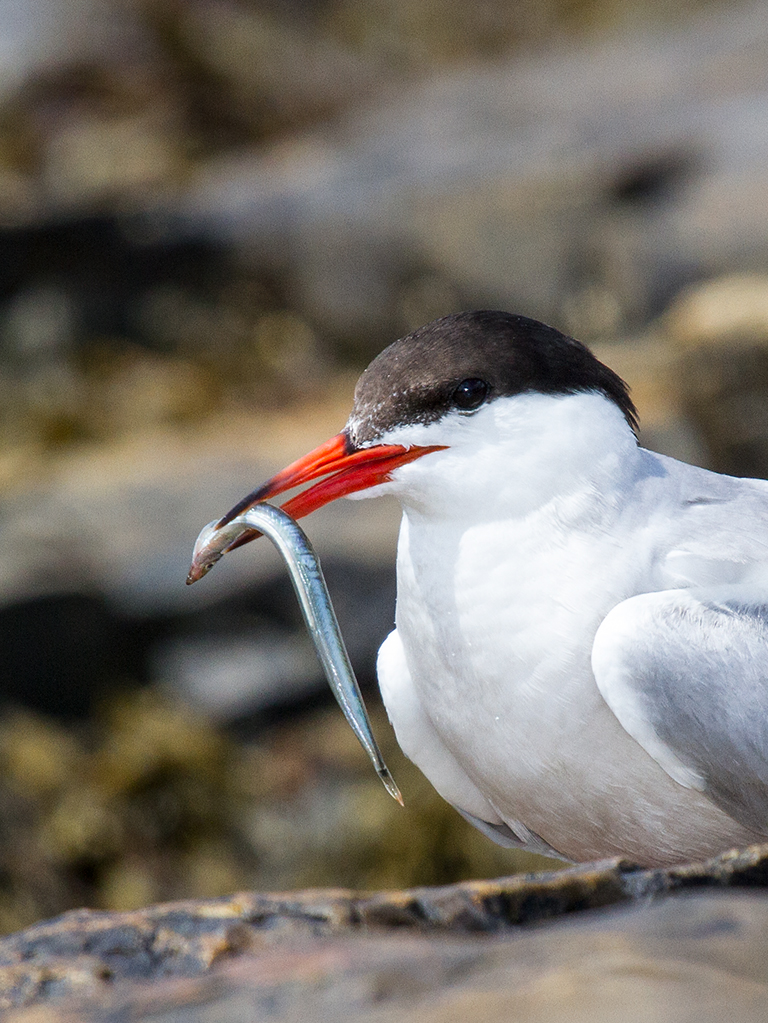
خرشنة مألوفة تحمل في منقارها نوعًا من الرَّمَّال

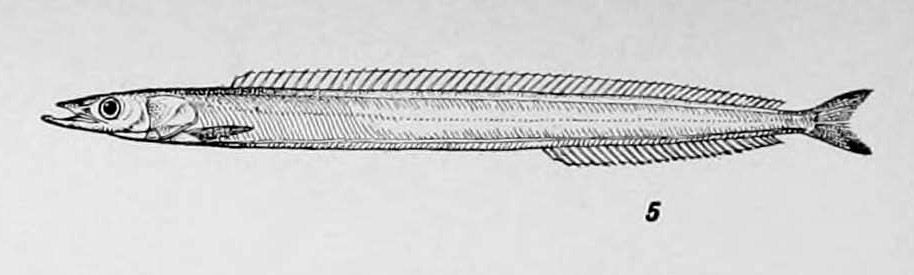
رمال أمريكي

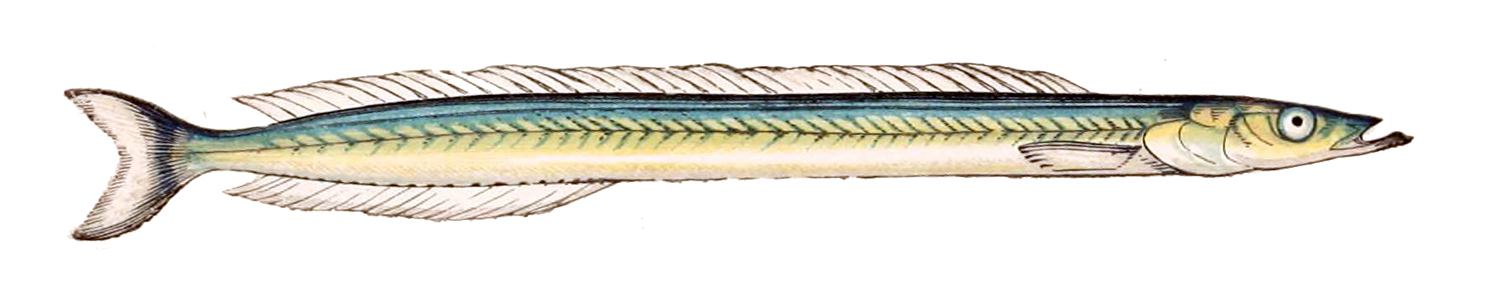
Ammodytes tobianus

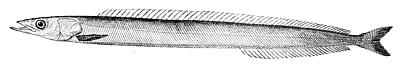
Ammodytes dubius

رَمَّالِيَّات فصيلة أسماك بحرية العظميات شائكات الزعانف. أعطانها معظم شطوط بحار العالم. تعيش معظم حياتها منغمسة في الرمال والأوحال ولا تقترب من الشطوط إلى في فصلي الصيف والخريف، أي في زمن التسرئة حيث تلقي بسرئها في الرمال فيلتصق بحبها. أشهر أجناسها الرمَّالة واللنصون.